# Халхин-Гол
Ха́лха або Ха́лхин-Го́л (монг. Халх гол, «річка Халха») — річка в Монголії і Китаї.

## Опис
Довжина річки становить близько 232 км, площа басейну — близько 17 тис. км². Середня витрата води близько 25 м³/с. ширина — до 70 м, в середньому — 25—30 м, глибина 0,5—3,5 м, швидкість перебігу 1 м/с. Живлення в основному дощове (у меншій мірі снігове), а повінь — літня.
З жовтня—листопада до середини—кінця квітня річка замерзає. Халхин-Гол бере початок на західних схилах Великого Хінгану, де утворює вузьку долину, потім тече по рівнині. Русло річки звивисте, розгалужене. Береги круті, заввишки 1,3 м, поблизу гирла низькі, заболочені, зарослі очеретом і чагарником.
Гирло річки зазнає біфуракції (ділиться на два рукави): лівий впадає в озеро Буйр-Нуур (Буїрайонур), правий — в річку Орчун-Гол, що сполучає озера Буйр-Нуур та Далайнор. Річка відома боями Червоної Армії проти Японії в квітні—вересні 1939 р.
| Китай | Це незавершена стаття з географії КНР. Ви можете допомогти проєкту, виправивши або дописавши її. |

| Монголія | Це незавершена стаття з географії Монголії. Ви можете допомогти проєкту, виправивши або дописавши її. |